# Acontia quadrata
Acontia quadrata är en fjärilsart som beskrevs av Walker 1866. Acontia quadrata ingår i släktet Acontia och familjen nattflyn. Inga underarter finns listade i Catalogue of Life.